# Harald Lettström

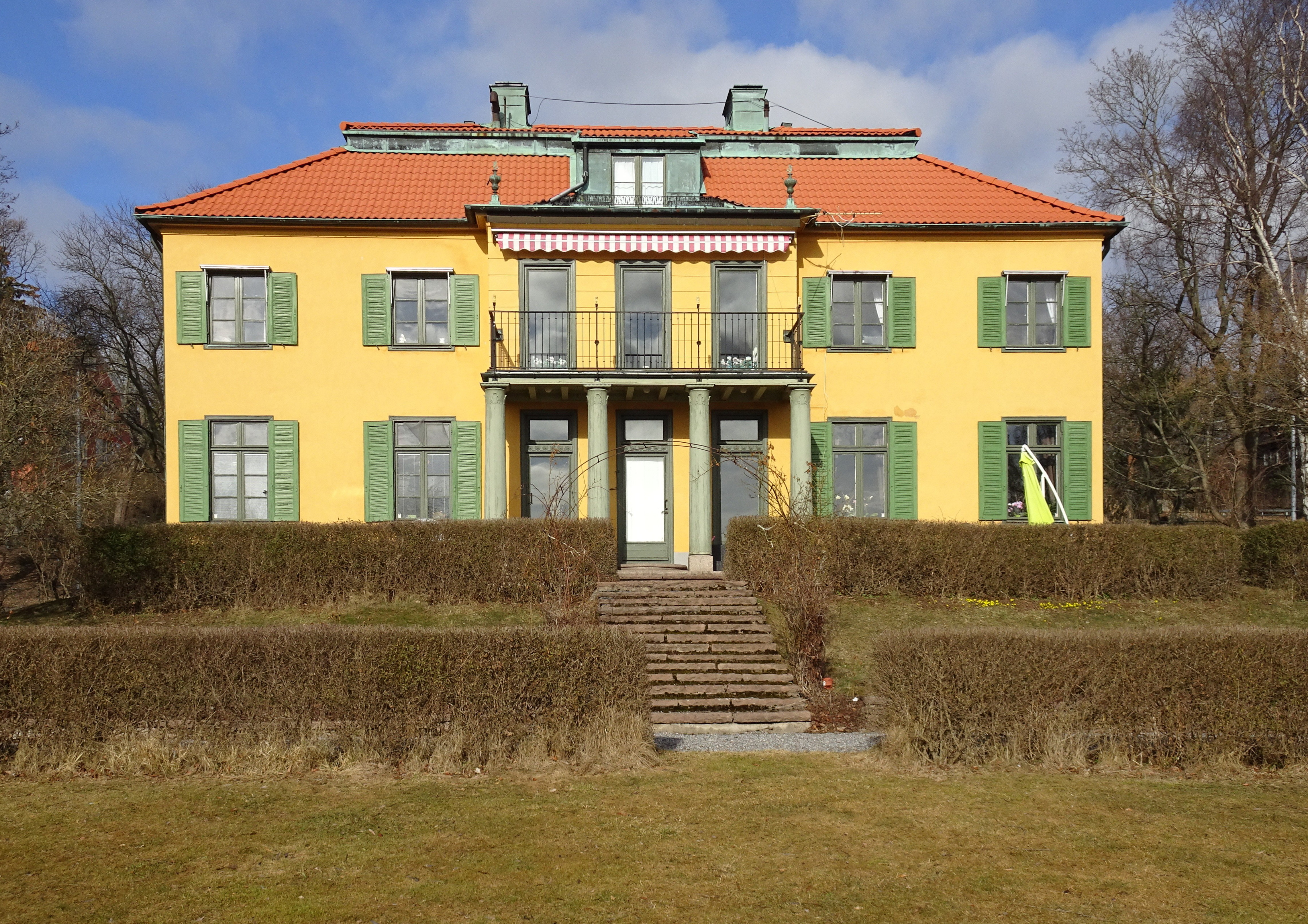
Lettströms villa i mars 2017.

Harald Wilhelm Lettström, född 27 maj 1877 i Sankt Nikolai församling, Stockholm, död 3 augusti 1967 i Oscars församling i Stockholm, var en svensk finansman.
Harald Lettström var son till bankdirektören Gustaf Lettström och Julia Lavén samt farbror till arkitekten Gustaf Lettström. Lettström praktiserade efter juris kandidatexamen 1900 som advokat i Stockholm och blev styrelseledamot i Svenska Handelsbanken 1913 och var direktör där från 1915. Lettströms vidsträckta kulturella och sociala intressen gjorde honom till en ofta anlitad kraft inom olika styrelser. Han tillhörde Dramatiska teaterns styrelse 1913-32, var styrelseledamot i Folkbildningsförbundet från 1905, sekreterare i Kronprinsessan Margaretas minnesfond från 1920 och i Kronprinsessan Louises hjälpkommitté från 1931. Lettström tillhörde vidare Svensk-franska handelskammaren 1920-25 och var skattmästare för den svenska konstutställningen i Paris 1929. Samma år lät han bygga sin Lettströms villa vid Djurgårdsvägen 120 på Södra Djurgården efter ritningar av arkitekt Curt Björklund. Där bodde han till sin bortgång 1967.
Han gifte sig 1904 med Gerda Svanström (1883–1972), dotter till major Arthur Svanström och Anna Kraft. De fick tre barn: Inga Tillquist (1907–2009), gift med Andreas Grill och VD:n Olof Tillquist; journalisten Marga Lettström Lundmark (1911–2011), gift med Carl Olof Frunck, Georg Rydeberg och Berndt Lundmark; kapten Arne Lettström (1916–1984), gift med Margit Wahlstedt och Margareta Piltén.